# Pablo Lanz (futbolista argentino)
Pablo Lanz (Buenos Aires, Argentina. 19 de marzo de 1979) es un futbolista argentino. Juega de arquero y su actual equipo es el Unión Maestranza de Bolivia.

## Trayectoria
Estuvo en las divisiones inferiores del Platense entre los años 1994 y 1998. En 1999 fue promovido al 1° equipo. Estuvo ahí hasta el 2001. En el 2002 es traspasado al Real Santa Cruz de Bolivia. Luego en el 2005 es contratado por el Club Destroyers. Después de sus buenas actuaciones en contratado por el Bolívar de La Paz en donde consiguió el Título de la Temporada 2006. Al año siguiente es contratado por el Real Mamoré, en donde fue considerado el mejor jugador del Torneo Clausura. En el 2008 fichó por el Blooming y al año siguiente hizo lo propio por el Alianza Atlético de Sullana de la Primera División del Perú.

## Clubes
| Club              | País      | Año       |
| ----------------- | --------- | --------- |
| Platense          | Argentina | 1999-2002 |
| Real Santa Cruz   | Bolivia   | 2003-2004 |
| Destroyers        | Bolivia   | 2005      |
| Bolívar           | Bolivia   | 2006      |
| Real Mamoré       | Bolivia   | 2007      |
| Blooming          | Bolivia   | 2008      |
| Alianza Atlético  | Perú      | 2009      |
| Sportivo Italiano | Argentina | 2009      |
| Real Mamoré       | Bolivia   | 2010      |
| Aurora            | Bolivia   | 2011-2013 |
| Unión Maestranza  | Bolivia   | 2011-2013 |

## Palmarés
| Título                               | Club    | País    | Año    |
| ------------------------------------ | ------- | ------- | ------ |
| Liga de Fútbol Profesional Boliviano | Bolívar | Bolivia | 2006-C |